# Castillo de Blackrock
El Blackrock Castle (en español: castillo de Blackrock) está situado en las cercanías de Cork, provincia de Munster en Irlanda. A unos 2 km del centro de la ciudad de Cork, a orillas del río Lee, fue originalmente construido como una fortificación de defensa costera en el siglo XVI para proteger el puerto de Cork y el puerto superior de Cork; actualmente alberga un observatorio, un centro de visitantes y un restaurante.

## Observatorio
A principios de la década del 2000, el castillo de Blackrock fue remodelado en el marco de un emprendimiento conjunto entre una empresa y el Ayuntamiento de Cork junto al Instituto de Tecnología de Cork y un benefactor privado. Abierto en 2007, el proyecto "Cosmos en el Castillo" —Cosmos at the Castle— tenía como objetivo crear un "centro de investigación, divulgación y comunicación científica". El observatorio alberga un centro astronómico interactivo que está abierto al público y tiene exhibiciones que incluyen un "recorrido por el universo" y un radiotelescopio que emite mensajes compuestos por grupos escolares hacia las estrellas cercanas. El castillo también alberga laboratorios atendidos por investigadores astronómicos del Instituto de Tecnología de Cork.